# Peregrine Maitland
Peregrine Maitland, né le 6 juillet 1777 dans le Hampshire et mort le 30 mai 1854 à Londres, est un général et administrateur colonial britannique.

## Biographie
Peregrine Maitland entre à 15 ans dans l’armée britannique, où il est affecté enseigne au 1er régiment de Foot Guards. Il est promu capitaine en 1794 et lieutenant-colonel en 1803. Il sert notamment en Espagne, en Flandre et en France.
Élevé au grade de Major general, il commande la 1re brigade des Foot Guards lors des batailles des Quatre-Bras et de Waterloo. Il est fait chevalier commandeur de l'Ordre du Bain le 22 juin 1815.
Il est promu General en novembre 1846 et admis à la retraite en 1847. Il rentre alors vivre à Londres, où il est fait chevalier grand-croix de l'Ordre du Bain en 1852, jusqu'à sa mort le 30 mai 1854.

## Vie privée
Peregrine Maitland épouse le 8 juin 1803 en premières noces Louisa Crofton, fille d'Edward Crofton (en). Il a un fils avec elle, Peregrine, peu avant la mort de cette dernière en 1805. Il se remarie le 9 octobre 1815 à Paris avec Lady Sarah Lennox, fille de Charles Lennox, 4e duc de Richmond, avec laquelle il aura au moins sept enfants.